# پل سنگی آمل
پل سنگی یا پل قلط مربوط به دوره پهلوی اول است و در شهرستان آمل، بخش لاریجان، پلور واقع شده و این اثر در تاریخ ۲۴ دی ۱۳۹۸ با شمارهٔ ثبت ۳۲۷۸۰ به‌عنوان یکی از آثار ملی ایران به ثبت رسیده‌است.